# Byggelegeplads
Byggelegeplads, eller skrammellegeplads, er en betegnelse for et afgrænset offentligt udendørs sted, hvor børn kan lege og udnytte deres fantasi. I modsætning til en almindelig legeplads er der ikke opsat gynger, klatrestativer, sandkasser eller lignende, da de bygger på ideen om at børn trives bedst, når de har gode muligheder for at udfolde sig kreativt.

## Historie
Den første byggelegeplads i Danmark blev oprettet under 2. verdenskrig, den 15. august 1943, i Emdrup - helt præcist på Keldsøvej. Bag legepladsen stod arkitekten Dan Fink, sammen med havearkitekten C. Th. Sørensen og læreren Hans Dragehjelm. Her byggede børnene blandt andet huse af genbrugsmaterialer. Netop denne idé spredte sig til resten af verden i de følgende år, men først i 1947 blev der åbnet yderligere skrammellegepladser i Danmark.
I 1965 var der 11 anerkendte skrammellegepladser fordelt over hele landet.
Det var også i denne tid at man begyndte at tale om navnet "skrammellegeplads" - og ordet "byggelegeplads" slår mere og mere igennem, og det er også det navn som de nyoprettede legepladser får. Enkelte var dog stadig mere tilhængere af det oprindelige navn, mens andre mente at "aktiv legepladser" var mere rammende.